# Tena Lukas
Tena Lukas (10 mei 1995) is een tennisspeelster uit Kroatië. Zij begon op vijfjarige leeftijd met het spelen van tennis. Haar favoriete ondergrond is gravel. Zij speelt rechtshandig en heeft een tweehandige backhand.

## Loopbaan
Lukas stond in 2022 voor het eerst in een WTA-finale, op het toernooi van Makarska, samen met de Sloveense Dalila Jakupović – hier veroverde zij haar eerste WTA-titel, door het Servische koppel Olga Danilović en Aleksandra Krunić te verslaan.
Voor Kroatië speelde Lukas tussen 2016 en 2019 dertien partijen op de Fed Cup.

## Posities op deWTA-ranglijst
Positie per einde seizoen:
| jaar | rang enkelspel | rang dubbelspel |
| ---- | -------------- | --------------- |
| 2011 | 884            | –               |
| 2012 | 755            | 1130            |
| 2013 | 761            | 1236            |
| 2014 | 469            | 841             |
| 2015 | 271            | 735             |
| 2016 | 332            | 348             |
| 2017 | 340            | 470             |
| 2018 | 256            | 342             |
| 2019 | 266            | 545             |
| 2020 | 259            | 598             |
| 2021 | 330            | 493             |

## Palmares
| Legenda                 |
| ----------------------- |
| Grandslamtoernooi       |
| Olympische Spelen       |
| Year-End Championships  |
| Premier Mandatory       |
| Premier Five / WTA 1000 |
| Premier / WTA 500       |
| International / WTA 250 |
| Challenger / WTA 125    |

### WTA-finaleplaatsen enkelspel
geen

### WTA-finaleplaatsen vrouwendubbelspel
| nr.              | finale     | toernooi     | ondergrond | partner          | tegenstandsters                  | score            |         |
| ---------------- | ---------- | ------------ | ---------- | ---------------- | -------------------------------- | ---------------- | ------- |
| gewonnen finales |            |              |            |                  |                                  |                  |         |
| 1.               | 2022-06-05 | WTA Makarska | gravel     | Dalila Jakupović | Olga Danilović Aleksandra Krunić | 5-7, 6-2, [10-5] | details |
| verloren finales |            |              |            |                  |                                  |                  |         |
| geen             |            |              |            |                  |                                  |                  |         |